# Madalag
Madalag ist eine philippinische Stadtgemeinde in der Provinz Aklan. Sie hat 18.389 Einwohner (Zensus 1. August 2015).

## Baranggays
Madalag ist administrativ in 25 Baranggays unterteilt.
| - Alaminos - Alas-as - Bacyang - Balactasan - Cabangahan - Cabilawan - Catabana - Dit-Ana - Galicia - Guinatu-an - Logohon - Mamba - Maria Cristina | - Medina - Mercedes - Napnot - Pang-Itan - Paningayan - Panipiason - Poblacion - San Jose - Singay - Talangban - Talimagao - Tigbawan |